# Lemberge
Lemberge is een dorp in de Belgische provincie Oost-Vlaanderen en een deelgemeente van Merelbeke-Melle, het was een zelfstandige gemeente tot aan de gemeentelijke herindeling van 1965.Het landelijk dorp ligt ten oosten van het centrum van Merelbeke en grenst verder aan Melle, Gontrode, Landskouter, Moortsele en Bottelare. Het dorp ligt op een heuvelrug, waarop in WO I een vliegveld uitgebouwd werd door de Duitse bezetter.

## Geschiedenis
Daar waar tot voor kort werd aangenomen dat het ontstaan van Lemberge dateerde uit de vroege middeleeuwen, was de verrassing bij archeologen groot toen, bij uitgravingen nabij de Sint-Aldegondiskerk in 2014 en 2017, sporen tot in de prehistorie werden teruggevonden in de vorm van 7 grafheuvels en grafurnen, die tot 5000 jaar teruggaan in de tijd.,,, De archeologische vondsten worden bewaard in het Erfgoeddepot op de provinciale erfgoedsite te Ename, waar ook het Provinciaal Archeologisch Museum Oost-Vlaanderen gelegen is.
De oudste schriftelijke vermelding van de plaats gaat terug tot 973 als Lintberga. Lemberge behoorde tot het Land van Aalst en de heerlijkheid was vanaf de 17e eeuw in handen van de familie Triest. Later behoorde her achtereenvolgens tot de families Damartin en Van den Bogaerde. Het patronaatsrecht van de kerk werd in 1126 geschonken aan de Abdij van Ename.
In 1914 legde de Duitse bezetter hier een vliegveld aan. Later kwamen hier proefstations van het Ministerie van Landbouw.
Later nog verscheen in het noordwesten een bedrijventerrein,

## Demografische ontwikkeling
- Bronnen:NIS, Opm:1831 tot en met 1961=volkstellingen

## Bezienswaardigheden
- De Sint-Aldegondiskerk
- De pastorie
- Het voormalig gemeentehuis
- Het Goed ter Jacht

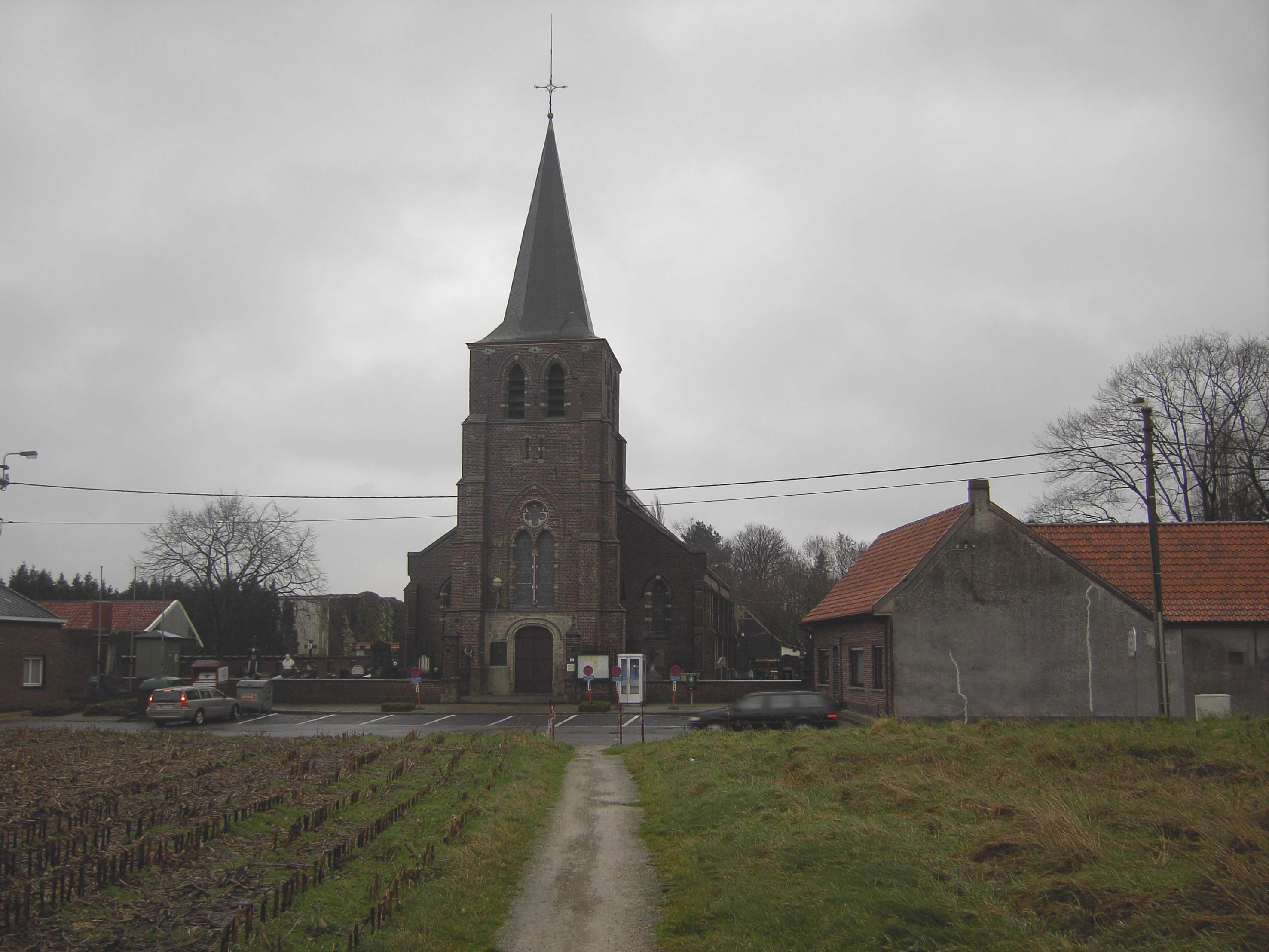
Sint-Aldegondiskerk
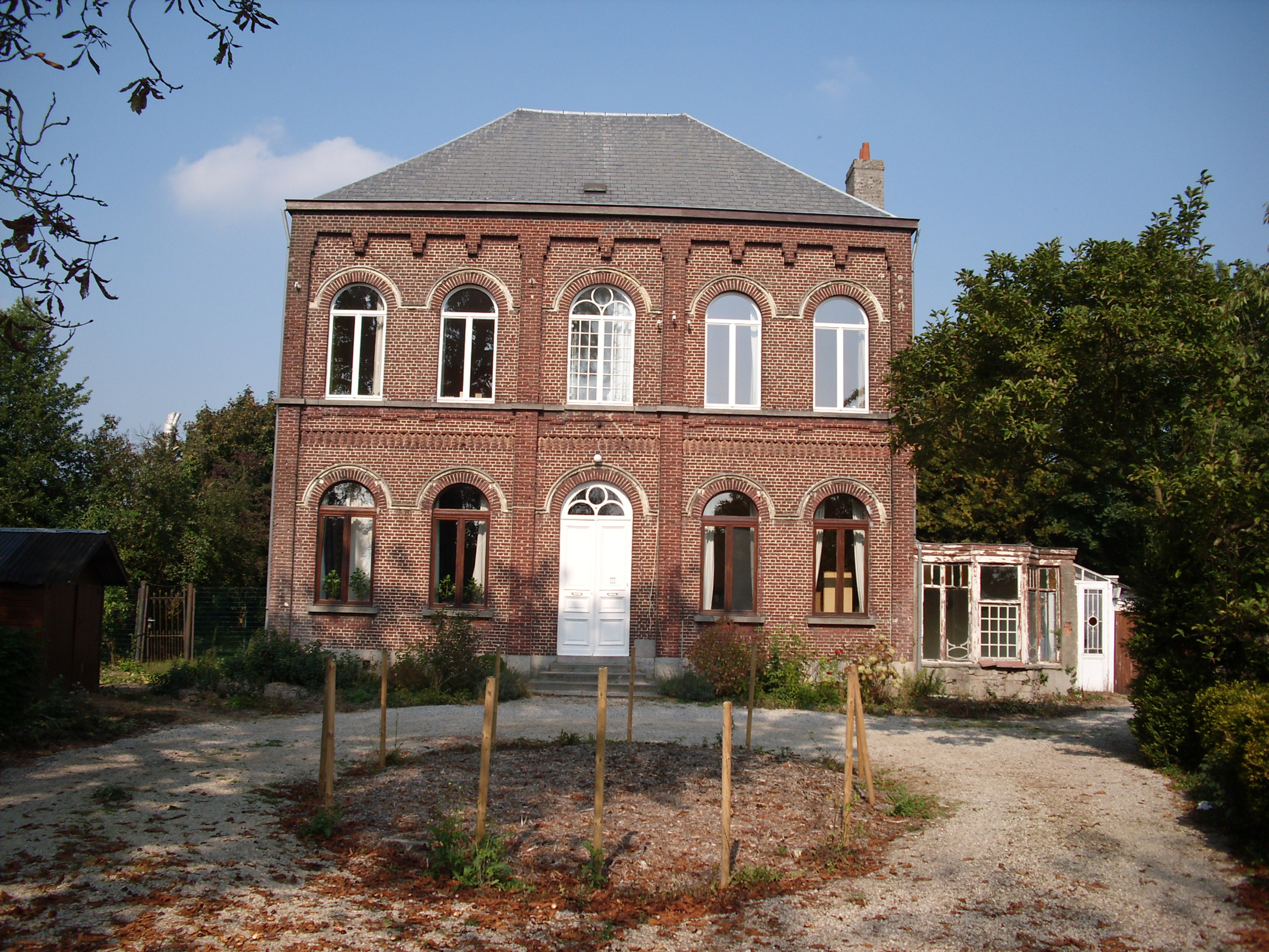
De pastorie
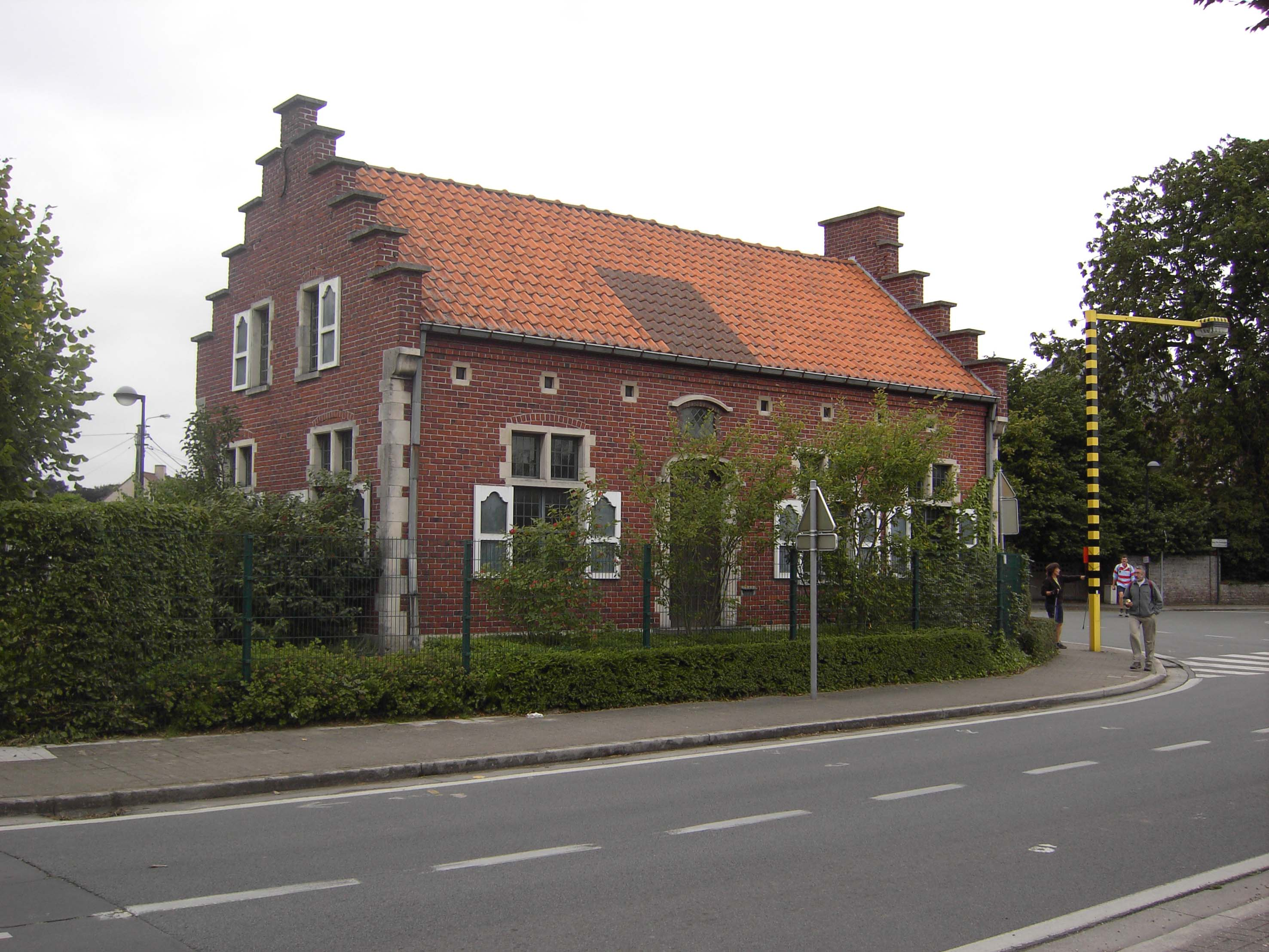
Voormalig gemeentehuis uit 1956

## Natuur en landschap
Lemberge ligt in het overgangsgebied van zandig Vlaanderen naar zandlemig Vlaanderen. Het ligt op een kleiachtige en vruchtbare hoogte tot 33 meter.

## Nabijgelegen kernen
Merelbeke, Bottelare, Moortsele, Landskouter, Gontrode